# La Loma, Malinalco
La Loma är en ort i kommunen Malinalco i delstaten Mexiko i Mexiko. Samhället hade 461 invånare vid folkräkningen år 2020.